# GoPro
A GoPro egy amerikai cég (2014-ig: Woodman Labs, Inc.), amely nagy felbontású, kis méretű digitális videókamerákat gyárt. Ezek kiválóan alkalmasak az extrém sportok mozgóképeinek belső rögzítésére, hiszen könnyen felszerelhetők a sportoló felszerelésének bármely pontjára, ugyanakkor jól ellenállnak a környezeti behatásoknak
2002-ben alapította Nick Woodman. A NASDAQ értéktőzsdén jegyzik, és a Russell 2000 tőzsdeindexben szerepel.

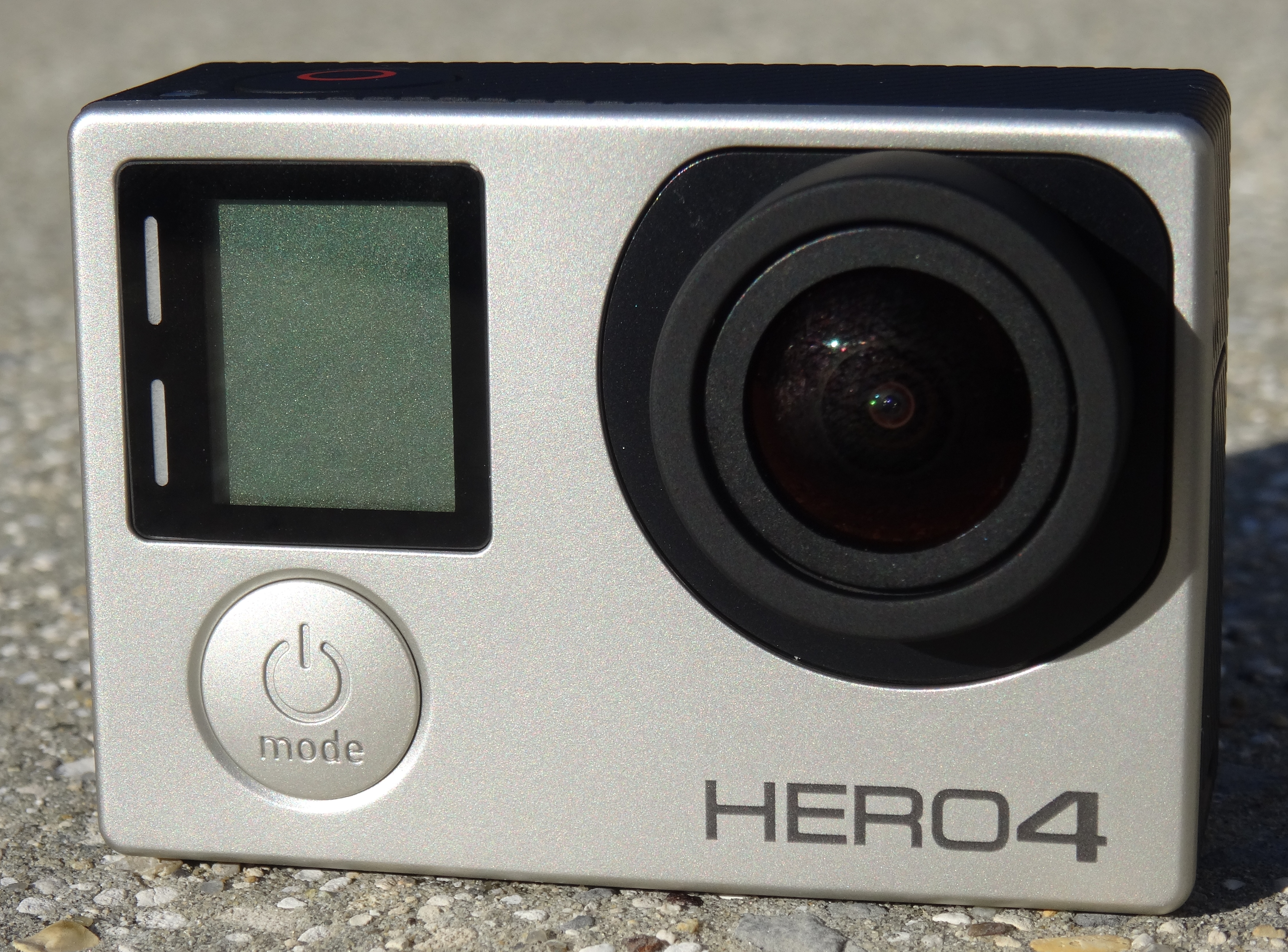
Gopro hero 4

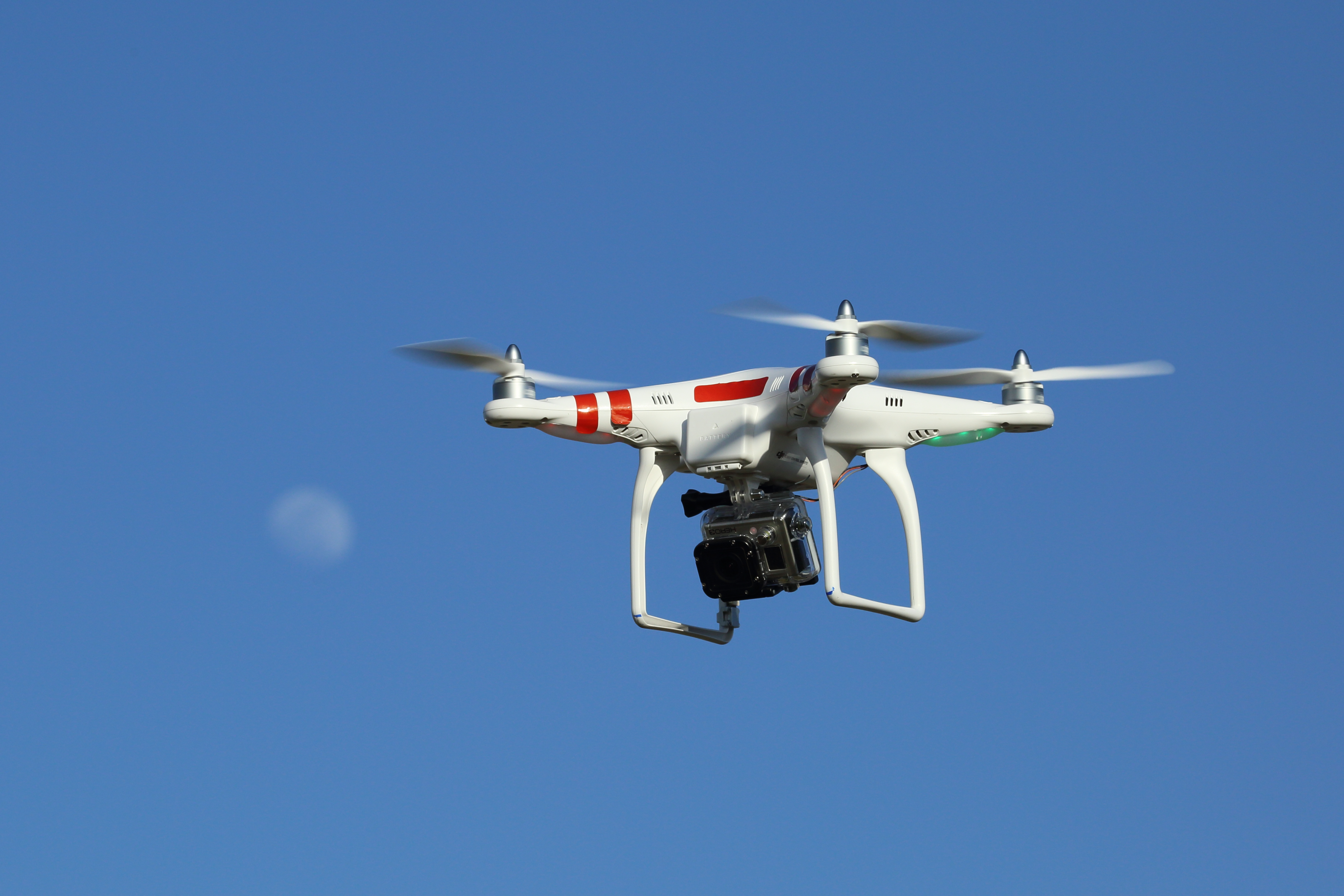
Drone GoPro kamerával

1. ↑  http://gopro.dirigeants-entreprise.com/entreprises/gopro/. (Hozzáférés: 2018. január 29.)